# San Gabriel (Jalisco)
Pour les articles homonymes, voir San Gabriel.
 San Gabriel est une petite ville et une municipalité de l'État de Jalisco au Mexique.
La municipalité a 16 105 habitants en 2015.

## Géographie
San Gabriel est située au centre de la région Sud de l'État de Jalisco à 1 264 m d'altitude, à environ 150 km au sud-ouest de Guadalajara et à une soixantaine de kilomètres à l'ouest de Ciudad Guzmán.

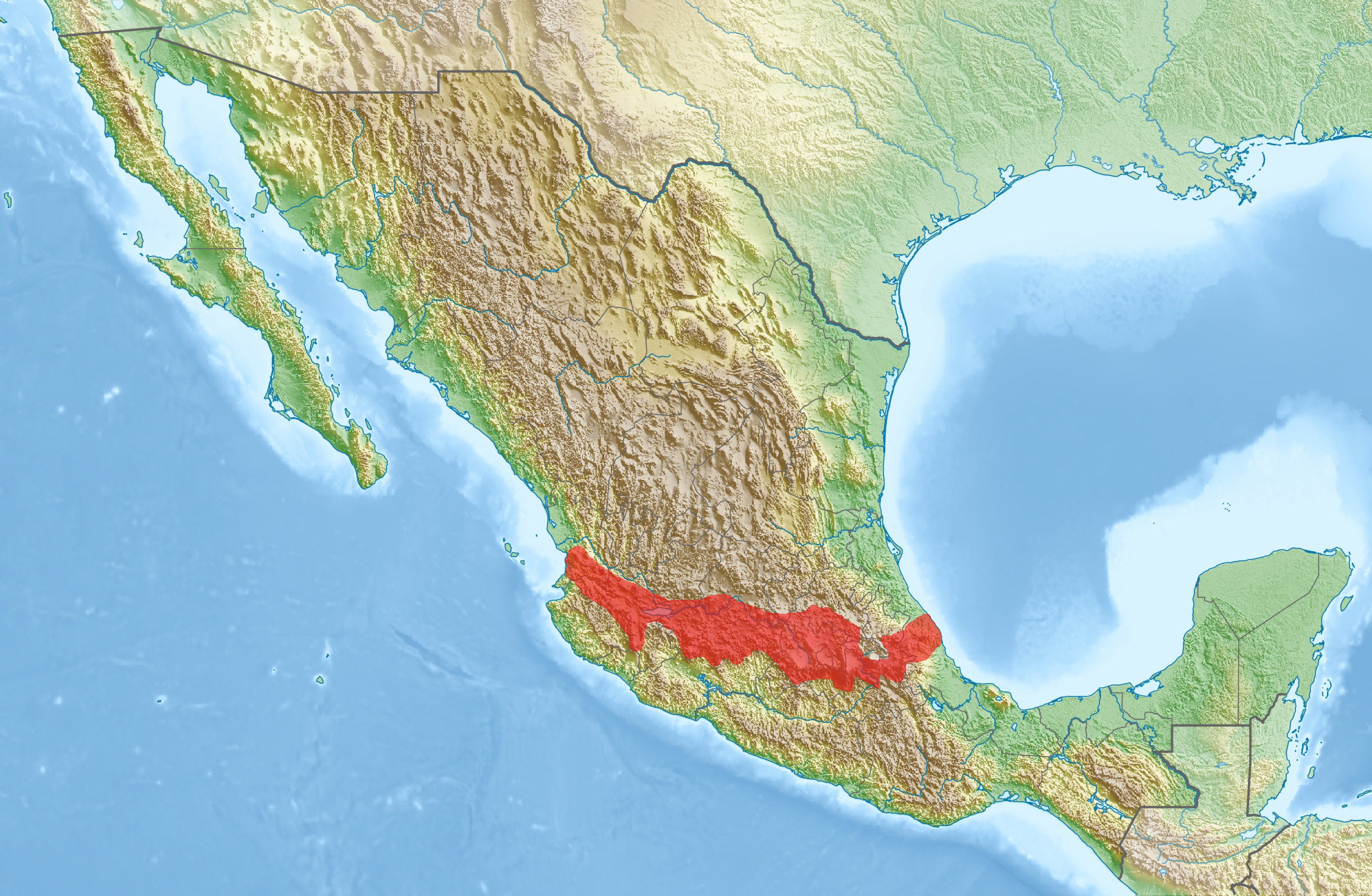
L'axe volcanique transversal.

Située au bord de l'axe volcanique transversal, la municipalité présente une orographie complexe avec des reliefs et des dénivelés importants.
On y trouve en effet à la fois des plateaux oscillant entre 1 000 et 1 300 m d'altitude où se trouvent les principales terres agricoles et les pâturages, des collines entre 1 300 et 1 600 m d'altitude et des zones montagneuses culminant à 3 700 m d'altitude.
Il y a en tout 16 202 ha de forêts de diverses essences dans la municipalité.
Ce sont des forets de pins et de chênes dans les zones montagneuses.
Les forêts de pins des montagnes d'Apango et El Jazmín sont exploitées pour leur bois.
Les montagnes de la municipalité abritent de nombreuses espèces comme le lynx roux, la moufette, le coyote, l'écureuil, le blaireau, le lièvre, le lapin, le lézard, le quiscale à longue queue, le vautour, la caille, la tourterelle triste et l'ariane béryl.
La température moyenne annuelle est de 21,3 °C.
Les vents dominants viennent du nord-est.
Les précipitations annuelles moyennes sont de 741,6 mm.
Il pleut principalement de juin à août.
Il y a 2,9 jours de gel par an en moyenne.
La municipalité comprend 70 localités dont les plus importantes sont le chef lieu San Gabriel (4 606 habitants en 2010), Jiquilpan (1 789), Alista (1 108), El Jazmín (1 061) et Las Primaveras (1 023).
| Tonaya           | Tapalpa                    | Sayula                               |
| Tuxcacuesco (es) | San Gabriel                | Gómez Farías (es) Zapotlán el Grande |
| Tolimán (es)     | Zapotitlán de Vadillo (es) | Tuxpan                               |

## Histoire
Le territoire de la municipalité était habité à l'époque préhispanique par des Toltèques, des Otomis et des Nahuas, de langues otomies et nahuatl.
Il faisait partie de la province d'Amollan — ancien royaume ou « tlatonazgo » qui correspondait aux actuelles municipalités de Tonaya, Tuxcacuesco, Tolimán, San Gabriel et Zapotitlán de Vadillo — dont les principales villes étaient alors Zapotitlán, Cusalapa et Amula.

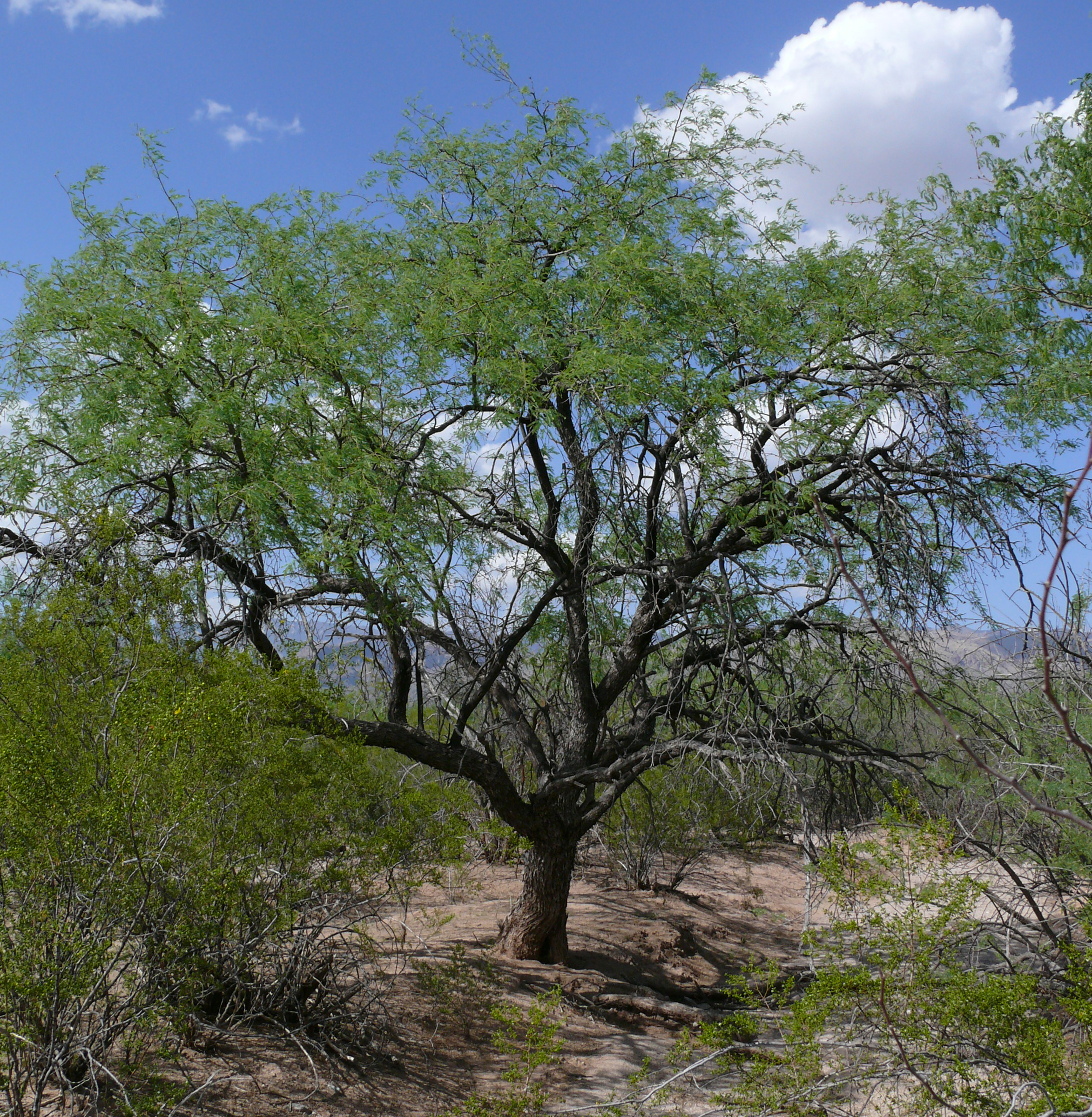
Un mesquite.

Entre 1575 et 1576, une maladie décime la population d'Amula puis l'éruption de 1576 du volcán de Colima détruit la ville qui ne sera jamais reconstruite, les rescapés d'Amula choisissant d'émigrer dans d'autres villes. Certains partent pour Jiquilpan en emportant avec eux une sculpture du Christ que le frère Juan de Padilla avait laissé à Amula en 1533.
En route, ils font une halte au lieu-dit San Gabriel. Pendant qu'ils se reposent à l'ombre au bord de la rivière, la sculpture s'agrège mystérieusement à un mesquite et devient tellement lourde qu'il n'est plus possible de la déplacer. Interprétant ce phénomène miraculeux comme un signe du destin, ils décident de s'installer sur place et bâtissent un ermitage pour abriter la sculpture.
À la suite de nombreuses enquêtes, les historiens situent la ville d'Amula à environ 1 km au sud de la localité actuelle d'El Jazmín et ils datent au 24 mars 1576 la fondation de San Gabriel par un groupe d'habitants d'Amula. La sculpture du Christ vénérée sous le nom de « Seigneur de la miséricorde d'Amula » aurait été réalisée à Pátzcuaro dans l'État du Michoacán au XVIe siècle.
San Gabriel acquiert le statut de ville en 1894.
En 1934, elle change de nom pour « Ciudad Venustiano Carranza », nom qu'elle porte de 1934 à 1993.
En 1993, elle reprend son ancien nom de San Gabriel.
La municipalité compte 15 310 habitants en 2010, pour une superficie de 449,01 km2, dont 70% de population rurale.
Au recensement de 2015, la population de la municipalité passe à 16 105 habitants.

## Points d'intérêt
Le monument le plus connu de la municipalité est le monument au Christ Roi de Cerro Viejo.
La municipalité comprend aussi plusieurs temples et chapelles, d'anciennes haciendas, des pétroglyphes préhispaniques, etc..
Les productions locales sont notamment la distillation de mezcal, le tannage du cuir, la fabrication de produits agroalimentaires ainsi que la fabrication de meubles, sandales huaraches en cuir, bijoux en or et en argent, ballons de volley-ball, football et basket-ball.